# كوني قاسم
كوني قاسم هو لاعب كرة قدم تايلاندي في مركز الهجوم، ولد في 30 ديسمبر 1986 في أبيدجان في ساحل العاج. لعب مع Jumpasri United F.C. ‏.